# 1750년대
1750년대는 1750년부터 1759년까지를 가리킨다. 